# Осиновка (Граховский район)
Осиновка —  упразднённая деревня в Граховском районе Удмуртии.

## История
До 1921 года деревня входила в состав Граховской волости Елабужского уезда (с 1921 года — Можгинского). С 1924 по 1950 годы деревня входила в состав Русско-Адам-Учинского сельсовета. В 1950 году деревня передана в состав Граховского сельсовета.
12 октября 1961 года деревня Осиновка Граховского сельсовета была исключена из учётных данных.